# Fort Washakie
Fort Washakie è un census-designated place degli Stati Uniti d'America, situato nella Contea di Fremont dello stato del Wyoming. Nel censimento del 2000 la popolazione era di 1 477 abitanti.

## Geografia fisica
Secondo i rilevamenti dell'United States Census Bureau, la località di Fort Washakie si estende su una superficie di 54,2 km², tutti occupati da terre.

## Popolazione
Secondo il censimento del 2000, a Fort Washakie vivevano 1 477 persone, ed erano presenti 333 gruppi familiari. La densità di popolazione era di 27,3 ab./km². Nel territorio comunale si trovavano 493 unità edificate. Per quanto riguarda la composizione etnica degli abitanti, il 5,89% era bianco, lo 0,07% era afroamericano, il 92,62% era nativo, lo 0,68% apparteneva ad altre razze e lo 0,74% a due o più. La popolazione di ogni razza ispanica corrispondeva al 3,25% degli abitanti.
Per quanto riguarda la suddivisione della popolazione in fasce d'età, il 37,2% era al di sotto dei 18, il 9,1% fra i 18 e i 24, il 28,7% fra i 25 e i 44, il 16,1% fra i 45 e i 64, mentre infine l'8,8% era al di sopra dei 65 anni di età. L'età media della popolazione era di 27 anni. Per ogni 100 donne residenti vivevano 101,5 uomini.